# Bergschorien
Bergschorien, auch Schoria oder Schoria-Bergland genannt (schorisch:Тағлығ Шор; russisch Го́рная Шо́рия, transkribiert Gornaja Schorija), ist eine Mittelgebirgslandschaft in Südsibirien, nordöstlich des Altai-Gebirges.
Das den südlichen Teil der Oblast Kemerowo einnehmende Gebiet, dessen Grenzen nur unscharf definiert sind, umfasst die südöstlichen Ausläufer des Salairrückens, die südwestlichen Ausläufer des Kusnezker Alatau und den Ostteil des zwischen Kusnezker Alatau und Westsajan gelegenen Abakangebirges. Der größte Teil des Gebirges ist von Taiga bedeckt, in der Espen und Tannen überwiegen.
Wichtigste Flüsse sind die linken Tom-Nebenflüsse Kondoma und Mras-Su. Die größten Städte Bergschoriens liegen in den Tälern dieser Flüsse. Neben den Industriestädten Meschduretschensk, Myski und Ossinniki am Nordrand des Gebietes ist insbesondere das Bergbauzentrum Taschtagol mit den nahen Siedlungen Temirtau und Mundybasch im zentralen Teil Bergschoriens. Das an Bodenschätzen – vor allem Eisen- und Manganerz sowie Steinkohle – reiche Gebiet wird von den Eisenbahnstrecken Nowokusnezk–Abakan und Nowokusnezk–Taschtagol durchschnitten.
Die indigene Bevölkerung Bergschoriens stellen die namensgebenden Schoren dar.